# 野岩鐵道

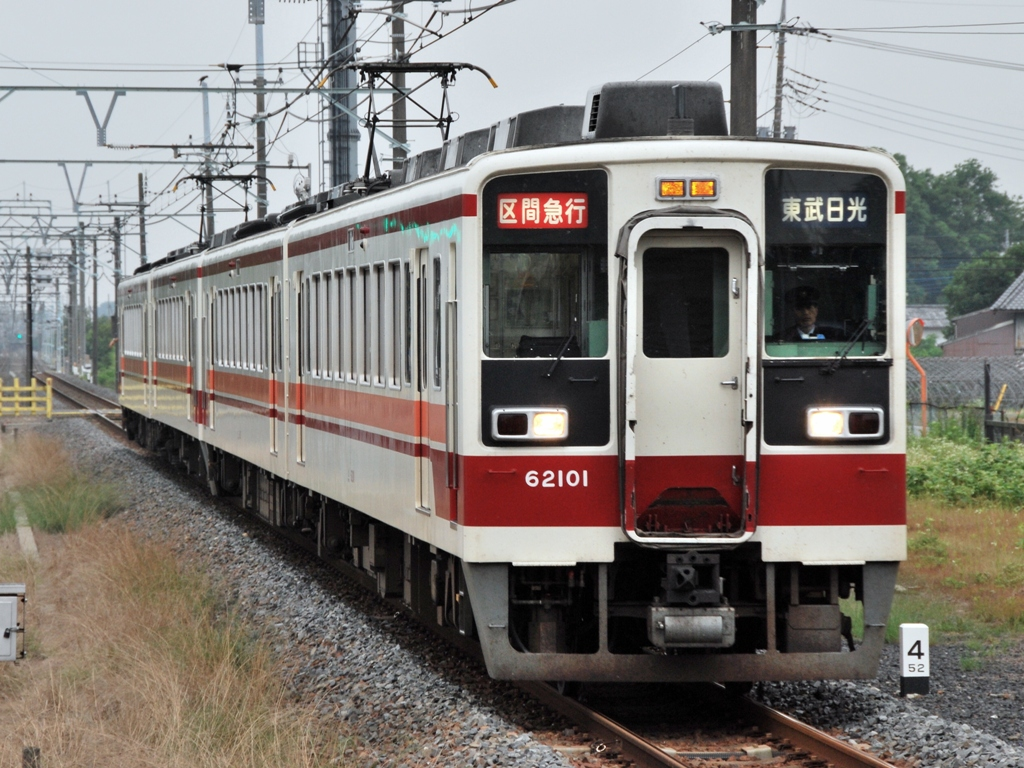
東武鐵道5060系電聯車列車

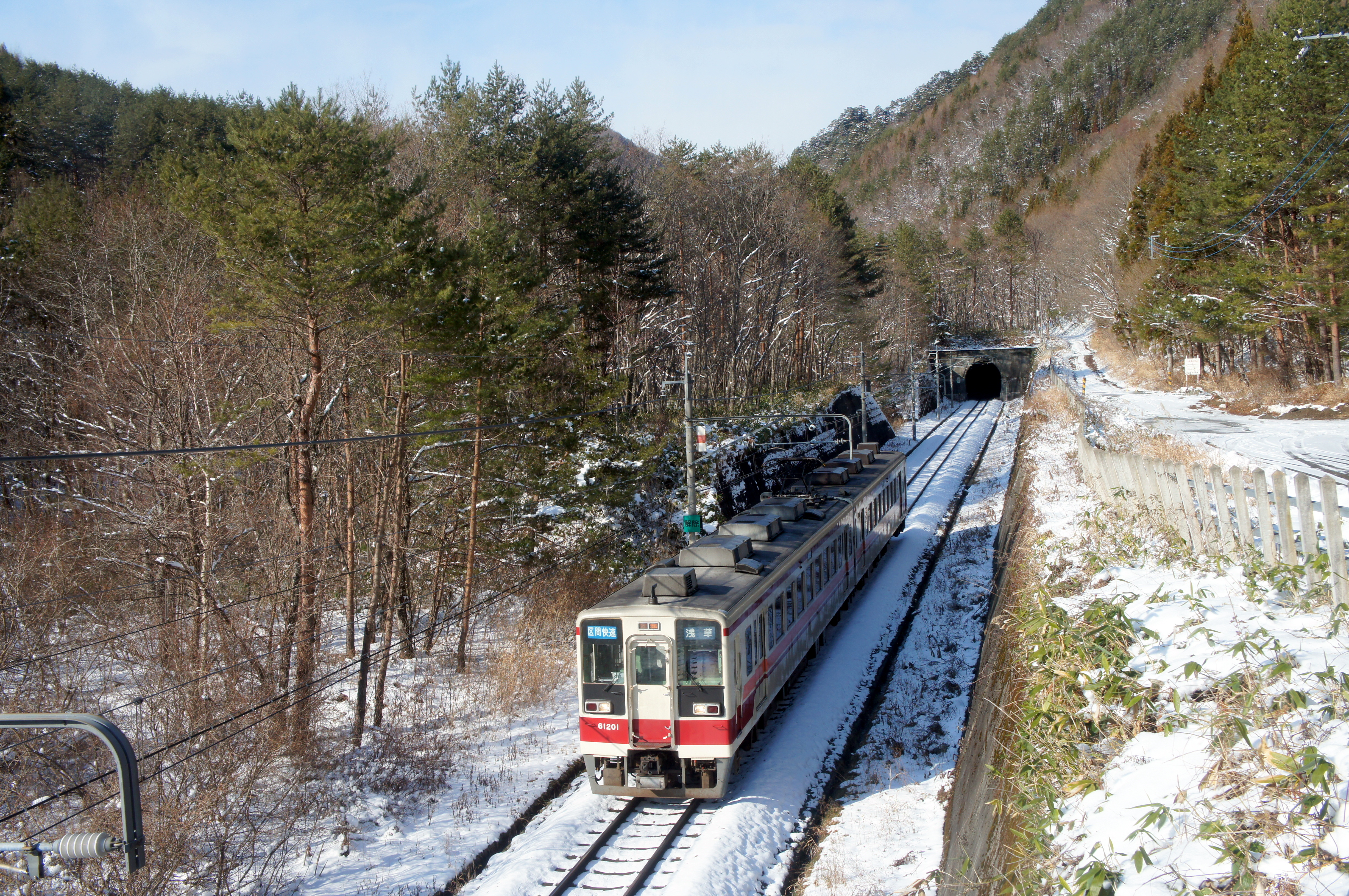
野岩鐵道6050系列車行駛於男鹿高原附近路段上。攝於2011年。

野岩鐵道股份有限公司（日语：／ Yagan Tetsudō */?），簡稱野岩鐵道，是一家總公司設在栃木縣日光市的日本第三部門鐵路業者，主要是經營連結栃木縣今市與福島縣會津高原尾瀨口兩車站之間的會津鬼怒川線。野岩鐵道的公司名稱取自路線起迄點所在地的古國名，也就是栃木縣古國名「下野國」的「野」字，與福島縣會津地方古國名「岩代國」的「岩」字。
會津鬼怒川線原名野岩線，是日本鐵道建設公團原本預計建設，以連結日本國鐵日光線今市車站與會津線會津瀧之原車站的一條鐵路線，於1966年（昭和41年）動工。但在修築過程中受到1980年時頒發的《日本國有鐵道經營再建促進特別措置法》（通常簡稱為「國鐵再建法」）之影響，因預期通車之後的輸運密度不足而被凍結，並檢討轉以成立第三部門鐵路公司的方式經營，而促成了1981年時野岩鐵道的創立。公司的創立股東包含福島、栃木兩縣與沿線的地方自治體及民間企業，其中除了最大股東的福島縣政府與栃木縣政府外，大手私鐵業者東武鐵道也是佔比最大的股東之一。鐵路營運的相關設施是由日本國有鐵道清算事業團（也就是原本的日本鐵道建設公團）無償出借給野岩鐵道運用，並由業者本身負責車輛與營運設施的保養與營運。
由於會津鬼怒川線沿線人口密度不高（當初在申請執照時，營運計畫書中的預估運量也只有1,358人/日的水準），再加上近年來人口外移的隱憂，通勤利用的旅次量不高。為此野岩鐵道是將公司的經營重點放在觀光旅次的吸引上，考量到路線沿線有許多受歡迎的溫泉旅遊勝地，因此在2006年3月的時刻表改版中，野岩鐵道特地賦予會津鬼怒川線一個新的官方暱稱，將其稱呼為「熱Spa線」（ほっとスパ・ライン）。

## 路線
| 中文線名     | 日文線名 | 起點   | 終點           | 距離（公里） |
| ------------ | -------- | ------ | -------------- | ------------ |
| 會津鬼怒川線 |          | 新藤原 | 會津高原尾瀨口 | 30.7         |

## 外部連結
- 野岩鐵道官方網站 （页面存档备份，存于）（日語）